# 小行星2941
小行星2941（2941 Alden）是一颗绕太阳运转的小行星，为主小行星带小行星。该小行星于1930年12月24日发现。
該小行星以發現者克萊德·湯博的兒子奧爾登（Alden）命名。

## 轨道参数
小行星2941的轨道半长轴为2.1513637 UA，离心率为0.090。